# Action catholique
 (février 2024).
Si vous disposez d'ouvrages ou d'articles de référence ou si vous connaissez des sites web de qualité traitant du thème abordé ici, merci de compléter l'article en donnant les références utiles à sa vérifiabilité et en les liant à la section « Notes et références ».
Pour les articles homonymes, voir L'Action catholique.
L'Action catholique est le nom d'ensemble des mouvements créés par l'Église catholique au XXe siècle dans le cadre du catholicisme social à destination de catégories précises de la société. Créée en 1925 par Joseph Cardijn, la Jeunesse ouvrière chrétienne (JOC) constitue l'un de ses exemples célèbres.

## Histoire et objectif
L'objectif de l'Action catholique est double :
- constituer de nouveaux outils pour christianiser ou entretenir la foi de ces milieux ;
- apporter dans ces derniers la doctrine humaniste et sociale de l'Église.

En Italie, l'Action catholique italienne (1922) est organisée par Pie XI au sein de quatre branches (hommes, femmes, jeunes hommes, jeunes filles) qui donnera naissance à l'Action catholique générale.
En France, l'Association catholique de la jeunesse française (ACJF) est créée en 1886 par Albert de Mun et présidée par Henri Savatier. Puis l'ACJF se scinde en formations spécialisées : la Jeunesse ouvrière chrétienne (JOC, 1925), la Jeunesse agricole catholique (JAC, 1929), la Jeunesse étudiante chrétienne (JEC, 1929), la Jeunesse maritime catholique (JMC, 1932), la Jeunesse indépendante chrétienne (JIC, 1935), la Jeunesse indépendante chrétienne féminine (JICF, 1935). Chacune de ces formations prenant son autonomie, l'ACJF se dissout en 1956.
Le mouvement est porté principalement par des laïcs, bien que soutenus par des théologiens et philosophes tels que Yves Congar, Marie-Dominique Chenu, Emmanuel Mounier et Jacques Maritain (L'humanisme intégral, 1936). Il s'oriente rapidement à gauche de l'échiquier politique, Mounier, fondateur du personnalisme, allant jusqu'à proclamer que « le capitalisme doit être supprimé et remplacé par une organisation socialiste de la production et de la consommation » (Qu’est-ce que le personnalisme ?, 1946).
En 1938, Pie XI créait un office central pour l'Action catholique. À partir de 1950, une quarantaine de mouvements s'organisent au sein de la conférence des Organisations internationales catholiques (OIC).
Elle forme une élite sociale d'inspiration catholique. Entre 1945 et 1951, 204 députés métropolitains du Mouvement républicain populaire (MRP) ont milité à l'Action catholique. 
Jean XXIII crée une commission préparatoire pour l'apostolat des laïcs en 1960.

## Liste des principaux mouvements d'Action catholique
- Action catholique des enfants (ACE), créée en 1937 ;
- Action catholique de la jeunesse belge ;
- La Fédération nationale catholique (FNC), créée par le général Édouard de Castelnau en 1924 devient le mouvement d’Action catholique générale pour les hommes (ACGH), avec l'encouragement de Pie XI. L'Action catholique générale est construite sur le maillage paroissial et pas par « milieu social ». Le général de Castelnau préside la FNC jusqu'à sa mort en 1944. Elle devient alors la FNAC (Fédération nationale d'Action catholique) présidée par Jean Le Cour-Grandmaison. Le mouvement se transforme ensuite en ACGH (Action catholique générale des hommes) ;
- Jeunesse ouvrière chrétienne (JOC), créée par un jeune prêtre belge, l'abbé Joseph Cardijn en Belgique (1924) puis en France (1927) ;
- Jeunesse agricole catholique (JAC), créée en 1929, qui deviendra le Mouvement rural de jeunesse chrétienne (MRJC) en 1963 ;
- Jeunesse étudiante chrétienne (JEC), créée en 1929 ;
- Jeunesse maritime chrétienne (JMC), créée en 1930 ;
- Jeunesse indépendante chrétienne (JIC), créée en 1935 ;
- Jeunesse indépendante chrétienne féminine (JICF), créée en 1935 ;
- Cœurs vaillants-Âmes vaillantes (1936), qui devient en 1956 l'Action catholique des enfants (ACE) ;
- Les Focolari, lancés par l'Italienne Chiara Lubich (1944) ;
- Action catholique des milieux indépendants (ACI), fondée en France en 1941 par Marie-Louise Monnet, sœur de Jean Monnet ;
- Action catholique ouvrière (ACO), créée en France en 1950 ;
- Jeunesse ouvrière chrétienne internationale (JOC Internationale), créée en 1957 ;
- Vivre ensemble l'Évangile Aujourd'hui[3], mouvement d'Action catholique générale (1975), mouvement mixte issu de l'ACGH ;
- Chrétiens dans le monde rural (CMR), qui porte ce nom depuis 1966 (mouvement créé en 1939 sous le nom de Ligue agricole catholique) ;
- Mouvement chrétien des retraités (MCR) ;
- Eccleria (anciennement Mouvement chrétien des cadres et dirigeants - MCC) ;
- Action catholique des femmes, créée en 1954[4].